# Edward Lindsay Ince
Edward Lindsay Ince FRSE (Amblecote, Staffordshire, Inglaterra, 30 de novembro de 1891 — Edimburgo, Escócia, 16 de março de 1941) foi um matemático britânico.
Trabalhou com equações diferenciais, especialmente aquelas com coeficientes periódicos tais como a função de Mathieu e a função de Lamé. Introduziu a equação de Ince, uma generalização da função de Mathieu. Foi laureado com o Prêmio Smith em 1918 e foi eleito fellow da Sociedade Real de Edimburgo em 1923, que o laureou com o Prêmio Makdougall Brisbane de 1938–1940, por seu trabalho sobre funções de Lamé periódicas.

## Publicações
- Ince, E. L. (1915), A course in descriptive geometry and photogrammetry for the mathematical laboratory, Edinburgh mathematical tracts, G. Bell & Sons, Limited
- Ince, E. L. (1933), Principles of descriptive geometry, E. Arnold
- Ince, Edward L. (1939), Integration of Ordinary Differential Equations, Oliver and Boyd, Edinburgh, MR 0000325
- Ince, Edward L. (1940a), «The periodic Lamé functions», Proc. Roy. Soc. Edinburgh, 60: 47–63, MR 0002399
- Ince, Edward L. (1940b), «Further investigations into the periodic Lamé functions», Proc. Roy. Soc. Edinburgh, 60: 83–99, MR 0002400
- Ince, Edward L. (1944) [1926], Ordinary Differential Equations, ISBN 978-0-486-60349-0, Dover Publications, New York, MR 0010757